# Lars Bork Halskov
Lars Bork Halskov (født 24. juni 1963) er en dansk journalist og forfatter, som siden 1996 har arbejdet ved dagbladet Politiken. Han er uddannet journalist fra Danmarks Journalisthøjskole 1994 og er desuden udlært bygningssnedker. Inden sin ansættelse på Politiken arbejdede Lars Halskov på Berlingske Tidende og Ritzaus Bureau.
Han arbejder med undersøgende og fortællende journalistik. På Politiken har han gennem årene været ansat på en række redaktioner og har som jourhavende tidligere haft ansvaret for avisens søndagsmagasin PS. I flere perioder har han været udsendt som reporter til krise- og krigsområder på blandt andet Balkan og i Afghanistan.
Han opnåede i 2020 skandinavisk anerkendelse for sit vedholdende og dybdeborende arbejde[kilde mangler] med afdækningen af den påsatte brand på passagerskibet Scandinavien Star i 1990.
Lars Halskov har to gange modtaget Hørup-prisen, nemlig i 2020 for serien Scandinavian Star – 30 år efter og desuden i 1998. I 2013 fik han sammen med kolleger fra Politiken den såkaldte FUJ-pris for undersøgende web-journalistik. Desuden har han skrevet flere dokumentariske bøger.
Lars Halskov stod desuden sammen med manuskriptforfatter Nikolaj Scherfig og instruktør Mikala Krogh bag den dansk/norsk/svenske tv-dokumentarserie Scandinavian Star (2020). De seks afsnit blev bragt på DR1 i Danmark, NRK1 i Norge og TV4 i Sverige. Serien blev i 2020 kåret som ‘Årets bedste tv-dokumentar’ i Danmark og fik samme år den norske tv-pris Gullruten for bedste dokumentarserie. Lars Halskov blev i december 2020 sammen med Mikala Krogh og Nikolaj Scherfig nomineret til Cavling-prisen for dokumentarserien.

## Privatliv
Lars Halskov er gift med Gertrud Bork Halskov og har sønnen Jeppe Halskov fra et tidligere ægteskab. Han er fætter til forfatterne Andreas K. Halskov og Jens Peter Kaj Jensen og til den tidligere landsholdspiller i håndbold Bo Halskov Stage. Han er nevø til den tidligere formand for Dansk Magisterforening Ingrid Halskov Stage.